# West Hamburg
West Hamburg est une census-designated place située dans le comté de Berks, dans le Commonwealth de Pennsylvanie, aux États-Unis. Sa population, qui s’élevait à 1 979 habitants lors du recensement de 2010, est estimée à 1 883 habitants le 1er juillet 2020.